# Ästiger Rautenfarn
Der Ästige Rautenfarn (Botrychium matricariifolium) ist eine Pflanzenart aus der Gattung der Rautenfarne (Botrychium) innerhalb der Familie der Natternzungengewächse (Ophioglossaceae).

## Beschreibung

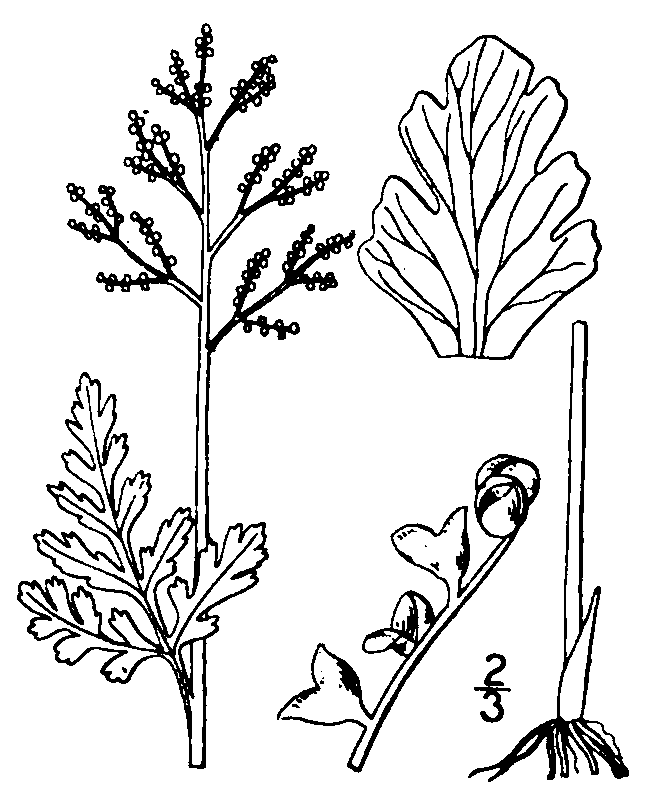
Illustration

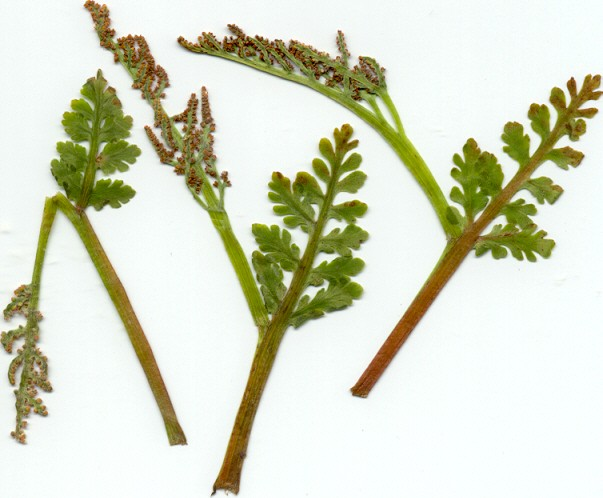
Oberirdische Pflanzenteile

Der Ästige Rautenfarn ist eine sommergrüne, ausdauernde krautige Pflanze, die Wuchshöhen von 10 bis 20 Zentimetern erreicht. Der Stiel ist an der Basis rot überlaufen, bis zu 12 Zentimeter lang und auffallend (bis 4 Millimeter) dick. Der sterile Abschnitt des Blattes ist grau-grün, fast sitzend und einfach bis doppelt fiederspaltig. Er entspringt scheinbar weit über der Mitte der Pflanze. Die Segmente erster Ordnung des sterilen Blattabschnitts sind meist gegenständig und stehen auf jeder Seite zu zweit bis sechst voneinander entfernt. Sie sind im Umriss eiförmig bis länglich und haben einen deutlichen Mittelnerv.
Der fertile Abschnitt ist zwei- bis dreifach gefiedert. Er ist kurz gestielt und überragt den sterilen Abschnitt nur wenig oder gar nicht.
Die Sporenreife reicht von Juni bis Juli.
Die Chromosomenzahl beträgt 2n = ca. 180.

## Ökologie
Beim Ästigen Rautenfarn handelt es sich um einen Geophyten.

## Vorkommen und Gefährdung
Der Ästige Rautenfarn ist in Europa und in Nordamerika verbreitet. In Europa findet man ihn vor allem in Nordeuropa und im östlichen Mitteleuropa, im Ostseeraum bis nahe zum Polarkreis, in Gebieten mit atlantischem Klima tritt er selten auf oder fehlt dort ganz, südwärts bis zu den Alpen und im Mittelmeerraum gibt es nur wenige Fundstellen. In Russland ist er nur sehr vereinzelt nachweisbar. Er kommt aber in fast allen Ländern Europas vor und fehlt nur in Portugal, Irland, Island, Belarus, Moldau, Bosnien und Herzegowina, Montenegro, Nordmazedonien, Kosovo, Griechenland und in der Türkei.
In Belgien, in den Niederlanden und im Vereinigten Königreich ist Botrychium matricariifolium „ausgestorben“. In Deutschland ist der Ästige Rautenfarn gesetzlich nach BNatSchG „streng geschützt“ und ist in der Roten Liste der gefährdeten Pflanzenarten in Deutschland in Gefährdungskategorie 2 = „stark gefährdet“.
Der Ästige Rautenfarn kommt in Mitteleuropa oft vergesellschaftet mit der Echten Mondraute (Botrychium lunaria) vor, doch er bevorzugt offensichtlich kalkärmere und saurere Standorte und sandigere Böden. Er kommt in Pflanzengesellschaften der Ordnung Nardetalia und der Klasse Sedo-Scleranthetea vor. Der Ästige Rautenfarn steigt in den Alpen bis in Höhenlagen von 1100 Metern und in der Tatra bis 1130 Metern auf.
Die ökologischen Zeigerwerte nach Landolt et al. 2010 sind in der Schweiz: Feuchtezahl F = 2 (mäßig trocken), Lichtzahl L = 3 (halbschattig), Reaktionszahl R = 2 (sauer), Temperaturzahl T = 3+ (unter-montan und ober-kollin), Nährstoffzahl N = 2 (nährstoffarm), Kontinentalitätszahl K = 3 (subozeanisch bis subkontinental).

## Taxonomie
Die Erstveröffentlichung erfolgte 1779 durch Anders Jahan Retzius als Varietät Osmunda lunaria var. matricariifolia Retz. in Florae Scandinaviae Prodromus, S. 203. Diese Varietät wurde von Johann Christoph Döll als Botrychium lunaria var. matricariifolium (Retz.) Döll in Rheinische Flora, S. 24 (1843) in die Gattung Botrychium gestellt. Den Rang einer Art hat sie 1845 durch Alexander Braun in Wilhelm Daniel Joseph Koch: Synopsis florae germanicae et helveticae, 2. Auflage, Band 3, S. 972 erhalten.